# ألبرت دسوزا
ألبرت دسوزا (بالإنجليزية: Albert D'Souza) هو كاهن كاثوليكي هندي، ولد في 4 أغسطس 1945 في مانغلور في الهند.